# Francilienne

Die Francilienne Strecken (grün) um die Ringe der A86 (blau) und Périphérique (orange)

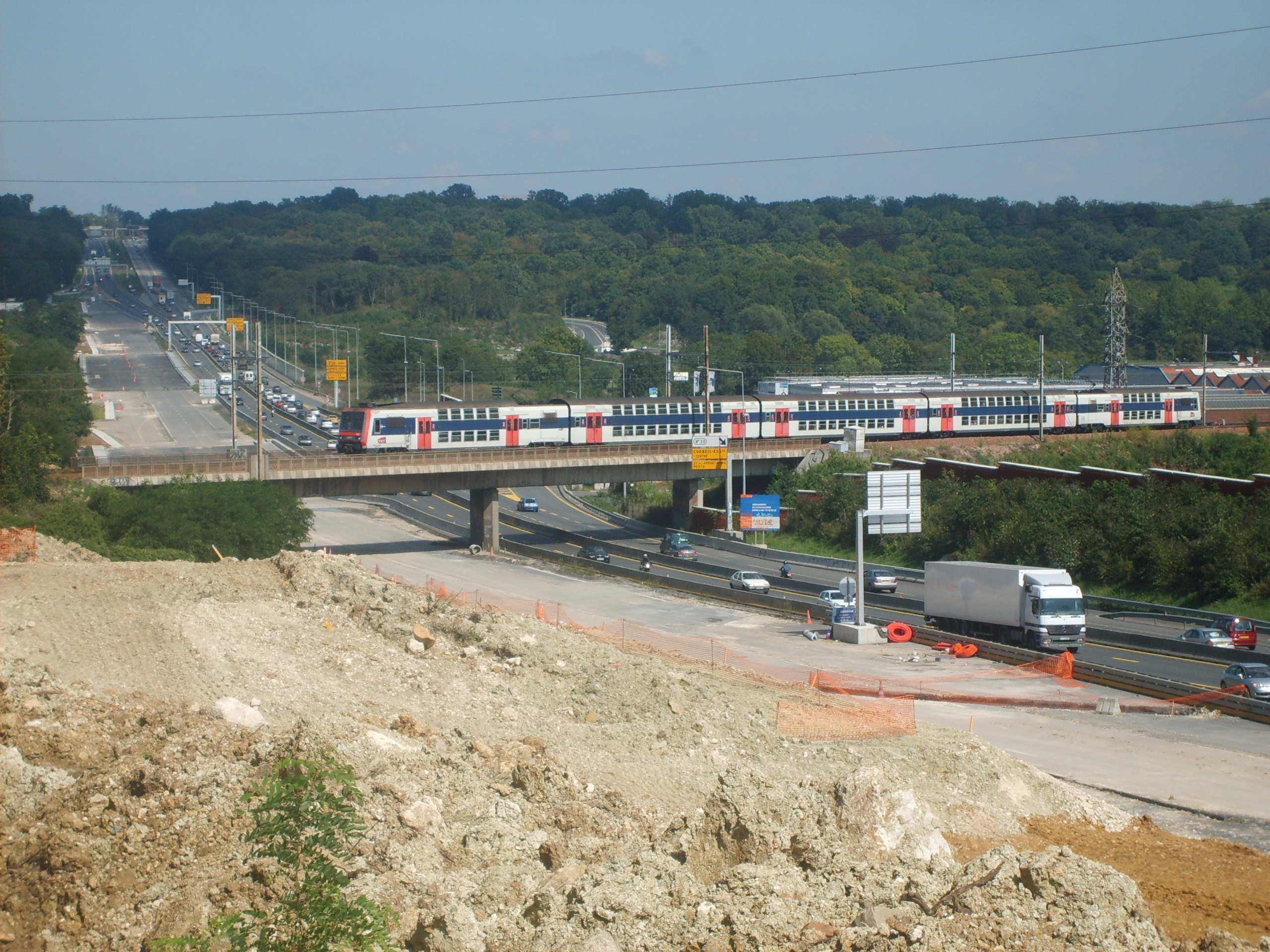
Blick auf den Bau einer Überführung der N104 in Höhe Corbeil-Essonnes im August 2007

Die Francilienne bezeichnet den dritten Straßenverkehrsring um Paris, gelegen zwischen dem zweiten Ring Autobahn 86 (auch super-périphérique genannt) und dem viel größeren Grand contournement de Paris. Im Endausbau als vollständiger Autobahnring soll sie die Bezeichnung Autobahn 104 tragen, jedoch ist bisher nur ein kurzes Stück unter dieser Bezeichnung errichtet.
Ein Großteil der Francilienne ist schon als Schnellstraßen errichtet, die als Nationalstraße 104 bezeichnet werden. Weiterhin fehlt im Westteil die Straßenverbindung komplett. Im Endausbau wird die Francilienne die Hauptstadtregion Île-de-France komplett umschließen – von dieser Region leitet sich der Name ab.
Der Ausbau zum vollständigen Autobahnring war ursprünglich für den Zeitraum 2011 bis 2015 angestrebt. Die Planungen für den Westteil wurden 2006 aufgenommen und im Jahre 2009 wurden fünf Varianten vorgestellt, durch die öffentliche Auslegung und den erwarteten Einsprüchen musste der geplante Baubeginn für den Westteil jedoch bis Ende 2010 verschoben werden. Der endgültige Planfeststellungsbeschluss wurde im Laufe des Jahres 2011 erwartet. Im August 2011 beschloss die Regierung, die Verlängerung in drei Etappen zu teilen. Zuerst sollte die Straße bis Achères, danach bis Orgeval und schließlich von Orgeval bis zur Autobahn 13 verlängert werden. Eine öffentliche Untersuchung wurde gestartet, ohne einen genauen Baubeginn zu nennen.
Gegen die weitere Verlängerung der Francilienne sprechen sich die Bürgermeister der Orte Poissy, Carrières-sous-Poissy, Conflans-Sainte-Honorine, Achères, Méry-sur-Oise, Maurecourt, Villennes-sur-Seine, Saint-Germain-en-Laye und Jouy-le-Moutier aus.
Außerdem hat die Straße die Nationalstraße 1104 als Seitenast, der an der Einmündung der N 104 in die Autobahn 1 abzweigt und am Nordrand des Flughafens Paris-Charles-de-Gaulle entlang zur Nationalstraße 2 verläuft.

## Vergleich
Bei Fertigstellung wird die Ringautobahn mit geschätzten 160 km Länge in der gleichen Größenordnung wie der London Orbital mit 188 km und Berliner Ring mit 196 km liegen.

## Offene Teilstrecken per 2011
- N 184 (Cergy – Villiers-Adam)
- N 104 (Villiers-Adam – Épiais-lès-Louvres)
- (Épiais-lès-Louvres – Gonesse)
- (Gonesse – Croissy-Beaubourg)
- (Croissy-Beaubourg – Lognes)
- N 104 (Lognes – Marcoussis)